# Abaris le Scythe
Pour les articles homonymes, voir Abaris et Scythe.
Abaris, dit Abaris le Scythe ou Abaris l'Hyperboréen (Αβάρις Υπερβορέος / Abáris Hyperboréos chez Platon) est un personnage semi-légendaire de la Grèce antique, prêtre d'Apollon hyperboréen, probablement iatromante (chamane) au même titre que Aristée de Proconnèse, actif vers -568[réf. nécessaire].

## Datation
D'après la Souda, « comme de nombreux peuples envoyaient des ambassadeurs auprès des Athéniens, on dit qu'Abaris fut l'envoyé des Hyperboréens, au cours de la 53e olympiade » (-568/-565). Pindare (fragment 270) place Abaris à l'époque de Crésus (-561/-546). D'autres parlent de -696/-693.
Selon Giorgio Colli, « la figure d'Abaris est établie historiquement, mais elle est ponctuée d'ajouts mythiques. La détermination chronologique de Pindare renvoie au milieu du VIe siècle av. J.-C.. (la prise de Sardes date de 546 av. J.-C.), mais Erwin Rohde voudrait avancer un peu la vie d'Abaris. Elle s'écoulerait ainsi entre la fin du VIIe s. et le milieu du VIe s. (…) L'activité d'Abaris à travers la Grèce avait été celle d'un devin ». Pour des raisons chronologiques, Abaris ne peut être pythagoricien, comme le dit Jamblique (Vie de Pythagore). Il est « pythagoricien » au sens large du mot : occultiste, ésotériste, mage.

## Abaris: mage, devin, («homme divin»)
Selon Lycurgue, « Abaris, après qu'il eut été possédé du dieu, parcourut la Grèce avec une flèche, et prononça des oracles et des discours divinatoires. Abaris, lors d'une famine chez les Hyperboréens, partit et devint le mercenaire d'Apollon. Après qu'il eut appris de lui les réponses oraculaires, il parcourut la Grèce, tenant la flèche, symbole d'Apollon, et rendit des oracles ».
Scythe ou hyperboréen, il voyage par toute la Grèce, et se fait surtout admirer à Athènes. On disait qu'il avait reçu d'Apollon une flèche volante avec laquelle il traversait les airs, et le don de divination ; on lui attribuait aussi de très grandes connaissances en médecine, et Platon le regarde comme un grand maître dans l'art des incantations. C'est un représentant de la sagesse des barbares, dont les contemporains d'Hérodote commençaient déjà à s'éprendre, et des purifications mystiques, chères aux orphéotélestes et aux pythagoriciens. On faisait circuler sous son nom quantité d'ouvrages apocryphes, entre autres des Catharmes ou formules expiatoires, des Oracles scythiques, une Théogonie en prose etc.
Selon Hérodote, Abaris cumule les pouvoirs merveilleux : d'une part, comme chamane, il détache l'âme (symbolisée par la flèche) de son corps, d'autre part il est capable d'inédie (c'est-à-dire de vivre sans se nourrir). Selon Platon, en magicien, il lance des incantations. Les Grecs en faisaient une école, qui anticipait le pythagorisme. Pour Apollonios Dyscole : « À Épiménide, Aristée, Hermotime, Abaris et Phérécyde a succédé Pythagore (…) qui ne voulut jamais renoncer à l'art de faiseur de miracles ».
Au XIXe siècle, des spéculations en font un druide originaire du Pays de Galles ou d'Écosse. Cependant, la théorie scythe, l'associant à l'Asie centrale, est désormais favorisée.

## Évocations artistiques
Rameau, dans son opéra les Boréades (1764), s'inspire de cette figure : Abaris y est grand prêtre d'Apollon (et fils caché du dieu), aimé de la reine Alphise, contrainte de choisir pour époux l'un des fils de Borée. Sa flèche magique lui sert à vaincre les Boréades.

### Sources
- Hérodote, Histoires [détail des éditions] [lire en ligne] (IV, 2-36).
- Platon, Charmide (158b).
- (en + grc) Souda (lire en ligne), Adler Alpha 18.
- Jamblique, Vie de Pythagore, § 90-93, 135-136, 138-141, etc.
- Pausanias, Description de la Grèce [détail des éditions] [lire en ligne], III, 13.
- Clément d'Alexandrie, Stromates, I, 33.
- Diodore de Sicile, Bibliothèque historique [détail des éditions] [lire en ligne], II, 47.
- Origène d'Alexandrie, Contre Celse, III, 31.

### Fragments
- Giorgio Colli, La sagesse grecque, t. I : Dionysos. Apollon. Éleusis. Orphée. Musée. Hyperboréens. Énigme. (1977), trad., Éditions de l'Éclat, 1990, p. 324-331 (textes en grec et trad.), 334-337 (commentaire).

### Études
- Giorgio Colli, La Sagesse grecque, t. I : Dionysos. Apollon. Éleusis. Orphée. Musée. Hyperboréens. Énigme, Éditions de l'Éclat, 1990 (édition originale 1977), p. 45-47 (introduction), 324-331 (édition bilingue) et 334-337 (commentaire).
- Eric Robertson Dodds, Les Grecs et l'irrationnel, Flammarion, coll. « Champs », 1965 (1re première édition : 1951.
- Denis Huisman (dir.), Dictionnaire des philosophes, PUF, 2e éd. 1993, t. 1, p. 44-46 (« Abaris l'Hyperboréen »).
- Michael L. Martin, « Les Chamans grecs », dans Folia Electronica Classica no 8 (2004) [lire en ligne].